# Newhall and Edenvale Complex SAC
Newhall and Edenvale Complex SAC este o arie protejată (arie specială de conservare — SAC, sit de importanță comunitară — SCI) din Irlanda întinsă pe o suprafață de 136,91 ha, integral pe uscat.

## Localizare
Centrul sitului Newhall and Edenvale Complex SAC este situat la coordonatele 52°48′31″N 9°00′28″W / 52.808631°N 9.007641°V.

## Înființare
Situl Newhall and Edenvale Complex SAC a fost declarat sit de importanță comunitară în ianuarie 2002 pentru a proteja un număr necunoscut de specii din flora spontană și fauna sălbatică aflate în arealul zonei. Situl a fost protejat și ca arie specială de conservare în iunie 2017.

## Biodiversitate
Situată în ecoregiunea atlantică, aria protejată conține 1 habitat natural: Peșteri inaccesibile publicului.
La baza desemnării sitului se află un număr nedeclarat de specii protejate.
Pe lângă speciile protejate, pe teritoriul sitului au mai fost identificate 1 specie de mamifere.